# Майка (Абатский район)
Майка — посёлок в Абатском районе Тюменской области России. Входит в состав Майского сельского поселения.

## География
Посёлок находится в юго-восточной части Тюменской области, в лесостепной зоне, в пределах Ишимской равнины, на правом берегу реки Маслянка, на расстоянии примерно 37 километров (по прямой) к юго-западу от села Абатское, административного центра района. Абсолютная высота — 129 метров над уровнем моря.

### Часовой пояс
Майка, как и вся Тюменская область, находится в часовой зоне МСК+2. Смещение применяемого времени относительно UTC составляет +5:00.

## Население
| 1989 | 2002 | 2010 |
| ---- | ---- | ---- |
| 128  | ↘88  | ↘45  |

Гендерный состав
По данным Всероссийской переписи населения 2010 года в гендерной структуре населения мужчины составляли 42,2 %, женщины — соответственно 57,8 %.
Национальный состав
Согласно результатам переписи 2002 года, в национальной структуре населения русские составляли 87 % из 88 чел.

## Инфраструктура
В посёлке функционирует фельдшерско-акушерский пункт.

## Улицы
Уличная сеть посёлка состоит из двух улиц.